# Nikos Kazantzakis
Nikos Kazantzakis (tudi Nikos Kazantzakes; grško: Νίκος Καζαντζάκης) je bil grški pisatelj ter filozof, rojen 18. 2. 1883 v Heraklionu, na otoku Kreta v takratnem Osmanskem cesarstvu. Napisal je številne filozofske romane, bil pa je tudi štirinajstkrat nominiran za Nobelovo nagrado. 26. oktobra 1957 je v vzhodno nemškem mestu Freiburg im Breisgau umrl zaradi levkemije.

## Življenje
Nikos Kazantzakis se je rodil na severnem delu otoka Kreta, kjer so bile razmere v obdobju njegovega odraščanja zelo napete. Zaradi številnih vojn med Grčijo in Osmanskim cesarstvom na tistem območju, se je njegova družina zatekla na grški otok Naxos, s katerega so se leta 1899, po končanih nemirih, vrnili.
Kazantzakis je v Heraklionu zaključil srednjo šolo, svoje šolanje pa je leta 1902 nadaljeval na univerzi v Atenah. Med študijem prava je začel pisati leposlovje, kmalu po diplomi leta 1906, pa je objavil svojo prvo novelo z naslovom Serpent and Lily. Leta 1907 je odšel Kazantzakis v Pariz na doktorski študij, kjer je v doktorski dizertaciji preučeval vpliv Nietzscheja na filozofijo prava. V Parizu je obiskoval tudi predavanja francoskega filozofa Henrija Bergsona, čigar predavanja so ga zelo navduševala. 
Leta 1909 se je vrnil v Grčijo, kjer je začel pisati drame v verzih in prevajal številna filozofska dela. Leta 1911 se je poročil z Galateo Alexiou, s katero sta se petnajst let kasneje ločila. Znova se je poročil leta 1945 z Eleni Samiou. Med bivanjem v Berlinu leta 1922 se je začel zanimati za politično filozofijo Karla Marxa in sodeloval v levičarskih skupinah. Vse do svoje smrti je na številnih potovanjih po Evropi, Aziji in Afriki spodbujal marksizem ter pisal članke o svojih izletih.  Leta 1946 je bil Nikos Kazantzakis skupaj z Angelosom Sikelianosom nominiran za Nobelovo nagrado iz literature s strani Društva grških pisateljev. Leta 1957 je v glasovanju za isto nagrado za en glas zaostal za Albertom Camusom, Nobelov nagrajenec Camus pa je dejal, da si Kazantzakis to čast zasluži "stokrat bolj" kot on sam. Kazantzakis je bil za prestižno Nobelovo nagrado nominiran v devetih različnih letih.
Leta 1957 se je kljub levkemiji odpravil na zadnje potovanje na Kitajsko in Japonsko. Na poti domov s potovanja je zbolel ter bil poslan v bolnišnico v Freiburgu, kjer je 26. oktobra istega leta umrl. Pokopan je na najvišji točki Heraklionskih zidov, njegov epitaf pa se glasi: “Ne upam na nič. Ničesar se ne bojim. Svoboden sem.”(grško: Δεν ελπίζω τίποτα. Δε φοβούμαι τίποτα. Είμαι λέφτερος.)

## Pomembnejša dela

### Potopisne knjige
- Ταξιδεύοντας: Ισπανία (Spain (prevod: Amy Mims, New York: Simon & Schuster, 1963))
- Ταξιδεύοντας: Ιαπωνία - Κίνα (Japan, China (prevod: George C. Pappageotes, New York: Simon & Schuster, 1963; izdano v Združenem kraljestvu kot Travels in China & Japan, Oxford: Bruno Cassirer, 1964; London: Faber and Faber, 1964.))
- Ταξιδεύοντας: Αγγλία (England (prevod: Amy Mims, New York: Simon & Schuster, 1965; Oxford, Bruno Cassirer, 1965))
- Ταξιδεύοντας: Ιταλία - Αίγυπτος - Σίνα - Ιερουσαλήμ - Κύπρος - Ο Μοριάς (Journey to Morea (prevod:  F. A. Reed, New York: Simon & Schuster, 1965; published in the United Kingdom as Travels in Greece, Journey to Morea, Oxford, Bruno Cassirer, 1966))
- Ταξιδεύοντας: Ρουσία (Russia (prevod:  A. Maskaleris and M. Antonakis, Creative Arts Books Co, 1989))

### Romani
- Βίος και Πολιτεία του Αλέξη Ζορμπά (Zorba the greek (prevod: Carl Wildman, London, John Lehmann, 1952; New York, Simon & Schuster, 1953; Oxford, Bruno Cassirer, 1959; London & Boston: Faber and Faber, 1961 and New York: Ballantine Books, 1964))
- Ο Καπετάν Μιχάλης (Freedom or Death (prevod: Jonathan Griffin, New York: Simon & Schuster, 1954; New York: Ballantine, 1965; published in the United Kingdom as Freedom or Death, Oxford: Bruno Cassirer, 1956; London: Faber and Faber, 1956))
- Ο Τελευταίος Πειρασμός (The Last Temptation (prevod: Peter A. Bien, New York, Simon & Schuster, 1960; New York, Bantam Books, 1961; Oxford: Bruno Cassirer, 1961; London: Faber and Faber, 1975))
- Ο Φτωχούλης του Θεού (Saint Francis (prevod: Peter A. Bien, New York: Simon & Schuster, 1962; published in the United Kingdom as God's Pauper: Saint Francis of Assisi, Oxford: Bruno Cassirer, 1962, 1975; London: Faber and Faber, 1975))
- Ο Βραχόκηπος (The Rock Garden (prevedeno iz francoščine: Richard Howard, New York: Simon & Schuster, 1963))
- Οι Αδερφοφάδες (The Fratricides (prevod: Athena Gianakas Dallas, New York: Simon & Schuster, 1964; Oxford: Bruno Cassirer, 1964))
- Τόντα-Ράμπα (Toda Raba (prevedeno iz francoščine: Amy Mims, New York: Simon & Schuster, 1964))
- Όφις και Κρίνο (Serpent and Lily (prevod: Theodora Vasils, Berkeley: University of California Press, 1980))

### Igre
- Χριστόφορος Κολόμβος, Μέλισσα, Κούρος (Three plays: Melissa, Kouros, Christopher Columbus (prevod: Athena Gianakas-Dallas, New York: Simon & Schuster, 1969))
- Οδύσεια (From Odysseus, A Drama (delni prevod: M. Byron Raizis, "The Literary Review" 16, No. 3 (Spring 1973), stran 352))
- Σόδομαand Γόμορρα, Κωμωδία: Τραγωδία Μονόπρακτη (Comedy: A Tragedy in One Act (prevod: Kimon Friar, "The Literary Review" 18, No. 4 (Summer 1975), strani 417–454))
- Βούδας (Buddha (prevod: Kimon Friar and Athena Dallas-Damis, San Diego (CA): Avant Books, 1983))

### Spomini, eseji in pisma
- Αναφορά στον Γκρέκο (Report to Greco (prevod: Peter A. Bien, New York: Simon & Schuster, 1965; Oxford: Bruno Cassirer, 1965; London: Faber and Faber, 1965; New York: Bantan Books, 1971))
- Συμπόσιον (Symposium (prevod: Theodora Vasils e Themi Vasils, New York: Thomas Y. Crowell Company, 1974; New York: Minerva Press, 1974))
- Ο Φρειδερίκος Νίτσε εν τη Φιλοσοφία του Δικαίου και της Πολιτείας (Friedrich Nietzsche on the Philosophy of Right and the State (prevod: O. Makridis, New York: State University of NY Press, 2007))
- Ασκητική (From The Saviors of God: Spiritual Exercises (prevod: Kimon Friar, "The Charioteer", No. 1 (Summer 1960), strani 40–51; ponovno natisnjeno v  "The Charioteer" 22 in 23 (1980/1981), strani 116–129))

## Dela, prevedena v slovenščino
- Grk Zorbas (prevod: Marjan Tavčar, 1973)

- Kapitan Mihalis (prevod: Jože Udovič, 1956)

- Zadnja skušnjava (prevod: Jaroslav Novak, 2002)

- Božji ubožec: roman o sv. Frančišku Asiškem (prevod: Jaroslav Novak, 2000)

- Čar grške pokrajine: izbor popotnih spominov iz dela Obračun pred El Grecom (prevod: Jaroslav Novak, 2002)

## Ideje

### Odnos do vere
Kazantzakis se je rodil v pravoslavni družini in bil kot otrok tudi krščen v pravoslavno vero. Kot mladenič se je odpravil na enomesečno potovanje na polotok Atos, ki še danes velja za najpomembnejše pravoslavno središče v Grčiji z namenom, da bi sam odkril resničnost vere in njenih naukov. Kasneje je o tem napisal več svojih del, npr. Zadnja skušnjava, kjer se osredotoča predvsem na vprašljivost krščanskih vrednot. Med potovanji po Evropi je  spoznal različne kulture, filozofije in vere, kot na primer budizem, ki je še bolj zamajal njegova krščanska prepričanja. Kljub temu, da se nikoli ni razglasil za ateista ali pripadnika druge vere, so si takratne grške cerkvene avtoritete prizadevale, da se ga izobči, ker niso odobravali njegovih kritik pravoslavni cerkvi. Znanstveniki, ki so njegov odnos do religije raziskovali kasneje, so se strinjali, da njegova dela niso bogokletna ampak le izražajo sodobnejši odnos do vere, pri kateri oseba z razreševanjem dvomov utrdi odnos do Boga. Ta interpretacija krščanstva je postala bolj priljubljena v letih po njegovi smrti. Leta 1961 ga je zato vodja pravoslavne cerkve, patriarh Athenagoras, razglasil za velikega človeka, njegova dela pa po njegovih besedah krasijo Patriarhalno knjižnico. 

### Socializem
Med potovanji po Evropi je spoznal tudi socializem, za katerega je verjel, da je edini pravilen režim za razrešitev takratnih družbenih problemov. Socializem je opisal kot sistem, ki ne dovoljuje da bi ena oseba izkoriščala drugo, tako pa je zagotovljena svoboda vsem. Zaradi svojega političnega prepričanja in prepoznavnosti je bil trn v peti desni polovici grške politike, ki so ga obtožili za “ruskega agenta.” Bil je tudi ustanovni član Grško-Sovjetske skupnosti. Po njegovi smrti leta 1957 ga je Kitajska komunistična partija odlikovala za “zagovornika miru.” 